# Йохан Карл Лудвиг фон Льовенщайн-Вертхайм-Фройденберг
Йохан Карл Лудвиг фон Льовенщайн-Вертхайм-Фройденберг (на немски: Johann Karl Ludwig zu Löwenstein-Wertheim-Virneburg; zu Löwenstein-Wertheim-Freudenberg; * 10 януари 1740, Вертхайм; † 16 февруари 1816, Вертхайм) е граф (1790 – 1812), от 1812 до 1816 г. първият княз на Льовенщайн-Вертхайм-Вирнебург и първият княз на Льовенщайн-Вертхайм-Фройденберг, майор на Хановер и Великобритания. Фамилията Льовенщайн-Вертхайм е морганатичен клон на фамилията Вителсбахи.

## Живот
Син е на граф Йохан Лудвиг Фолрат фон Льовенщайн-Вертхайм-Вирнебург (1705 – 1790) и съпругата му графиня Фридерика фон Ербах-Ербах (1722 – 1786). Брат е на Фридрих Лудвиг (1745 – 1799) и на Шарлота (1743 – 1800), омъжена 1761 г. във Вертхайм за граф Ернст фон Золмс-Асенхайм.
Йохан Карл Лудвиг се жени на 6 август 1764 г. в дворец Вилхелмсбург, Бархфелд, за ландграфиня Доротея Мария фон Хесен-Филипстал-Бархфелд (* 30 декември 1738, Ипрес; † 26 септември 1799, Вертхайм), дъщеря на ландграф Вилхелм фон Хесен-Филипстал-Бархфелд (1692 – 1761) и принцеса Шарлота Вилхелмина фон Анхалт-Бернбург-Шаумбург-Хойм (1704 – 1766).
На 19 ноември 1812 г. крал Максимилиан I Йозеф Баварски го издига на княз. Заради загуба на териториите на левия бряг на Рейн през 1812/1813 г. фамилията „Льовенщайн-Вертхайм-Вирнебург“ се преименува на „Льовенщайн-Вертхайм-Фройденберг“ на господството Фройденберг в Баден. Резиденция е дворец Кройцвертхайм до Вертхайм.
- Дворец Кройцвертхайм до Вертхайм
- Замък Фройденберг в Баден

## Деца
Йохан Карл Лудвиг и Доротея Мария имат 12 деца:
- Вилхелм Фолрат (*/† 1766)
- Мария Каролина Фридерика Луиза (1766 – 1830), омъжена I. на 5 септември 1783 (развод 1791) за граф Йохан Вилхелм фон Шаумбург-Липе († 1799), II. на 4 юни 1791 г. за граф Йохан Бертрам фон Гронсфелд-Дипенбройк († 1805)
- Вилхелмина (1768 – 1771)
- Карл Фолрат (1769 – 1771)
- София Амалия Шарлота (1771 – 1823), омъжена I. на 30 април 1788 г. в Кастел за граф Албрехт Фридрих Карл фон Кастел-Кастел (1766 – 1810); II. на 2 август 1812 г. в Кастел за брат му граф Кристиан Фридрих фон Кастел-Рюденхаузен (1772 – 1850)
- Фридрих Адолф (1772 – 1776)
- Вилхелмина (1774 – 1817), омъжена на 10 януари 1802 г. във Вертхайм за граф Йосиас III Вилхелм Карл фон Валдек-Бергхайм (1754 – 1829), син на граф Йосиас II Вилхелм Леополд фон Валдек-Бергхайм
- Георг Вилхелм Лудвиг фон Льовенщайн-Вертхайм-Фройденберг (1775 – 1855), княз на Льовенщайн-Вертхайм-Фройденберг, женен I. на 26 август 1800 г. в Бургфарнбах за графиня Ернестина Луиза фон Пюклер-Лимпург (1784 – 1824), II. на 22 януари 1827 г. във Вехтерсбах за графиня Шарлота София Хенриета Луиза фон Изенбург-Бюдинген-Филипсайх (1803 – 1874)
- Фридрих (1777 – 1813), принц
- Густав Адолф (1779 – 1799)
- Максимилиан Лудвиг (1780 – 1781)
- Вилхелм Ернст Лудвиг Карл (1783 – 1847), принц, женен на 26 юли 1812 г. в Опенвайлер за Доротея Христина фон Калден (1791 – 1862)